# Centrolene venezuelense
Espèce
Synonymes
- Centrolenella buckleyi venezuelensis Rivero, 1968

Statut de conservation UICN

 LC  : Préoccupation mineure
Centrolene venezuelense est une espèce d'amphibiens de la famille des Centrolenidae.

## Répartition
Cette espèce est endémique du Venezuela. Elle se rencontre dans les États de Táchira,  de Mérida, de Trujillo et de Zulia entre 2 100 et 3 050 m d'altitude dans la cordillère de Mérida et la serranía de Perijá.

## Étymologie
Son nom d'espèce, composé de venezuel[a] et du suffixe latin -ense, « qui vit dans, qui habite », lui a été donné en référence au lieu de sa découverte.

## Publication originale
- Rivero, 1968 : Los centrolenidos de Venezuela (Amphibia, Salientia). Memoria de la Sociedad de Ciencias Naturales La Salle, vol. 28, p. 301-334.